# Batalla de La Albuera (1811)
La batalla de La Albuera se libró el 16 de mayo de 1811, durante la guerra de la Independencia española, en las inmediaciones de la localidad extremeña de La Albuera, a unos 22 km al sur de la ciudad fronteriza de Badajoz. Se enfrentaron un ejército combinado de fuerzas británicas, portuguesas y españolas al mando del general William Beresford contra el Ejército francés del Sur (Armée du Midi) del mariscal Soult. El desenlace fue indeciso, aunque se puede considerar una victoria táctica de los aliados.
Desde octubre de 1810, el Ejército francés en Portugal, comandado por el mariscal Masséna, estaba enfrascado en un enfrentamiento cada vez más desesperado contra las fuerzas aliadas al mando del general británico Arthur Wellesley (futuro duque de Wellington), las cuales estaban atrincheradas tras las fortificaciones de las líneas de Torres Vedras. Siguiendo órdenes de Napoleón, a inicios de 1811 el mariscal Soult encabezó una expedición francesa desde Andalucía hacia Extremadura en un intento por alejar a los aliados de Torres Vedras y aliviar la difícil situación de Masséna. Napoleón manejaba información desactualizada y la intervención de Soult llegó tarde, porque para entonces las tropas de Masséna, hambrientas y debilitadas, ya se estaban retirando hacia España. Soult pudo conquistar la estratégica ciudad de Badajoz, en la frontera entre ambos países, pero se vio obligado a retirarse a Andalucía por la derrota del mariscal francés Claude-Victor Perrin en la batalla de Chiclana, Cádiz. Sin embargo, Soult había dejado una importante guarnición en Badajoz. En abril, cuando supo de la total retirada de Masséna de Portugal, Wellington mandó para reconquistar Badajoz a un poderoso ejército anglo-portugués al mando de William Beresford que expulsó a los franceses de los alrededores de la ciudad e inició su asedio. 
Soult rápidamente reunió un nuevo ejército con las tropas francesas en Andalucía y, junto con los soldados que se retiraban ante Beresford, marchó para acabar con el asedio. Sabiendo de la aproximación de otra fuerza enemiga, un ejército español al mando del general Joaquín Blake, el mariscal francés planeó girar hacia el flanco de Beresford e interponer sus tropas entre sus dos oponentes. Sin embargo, una vez más, la información de los franceses estaba desactualizada, pues los españoles ya habían enlazado con portugueses y británicos para conformar un ejército aliado de 35 000 hombres frente a los 24 000 hombres del francés.
Los ejércitos chocaron en las inmediaciones de la villa de La Albuera. Ambos bandos sufrieron numerosas bajas en un combate encarnizado hasta que los franceses se retiraron el 18 de mayo. El ejército de Beresford quedó demasiado diezmado y exhausto para perseguir a los franceses, pero fue capaz de retomar el asedio de Badajoz. A pesar del fracaso de Soult para acabar con el ataque a la ciudad, la batalla de La Albuera tuvo escaso impacto estratégico en la guerra. Justo un mes después, en junio de 1811, los aliados se vieron forzados a abandonar el asedio a Badajoz por la aproximación de los ejércitos franceses reconstituidos de Portugal y Andalucía.

## Trasfondo
A pesar de su victoria sobre una parte de las fuerzas del mariscal André Masséna en la batalla de Busaco en septiembre de 1810, el vizconde de Wellington se vio obligado por la posterior maniobra de Masséna a retirarse con una fuerza numéricamente inferior tras la extensa serie de fortificaciones que había creado alrededor de Torres Vedras para proteger los accesos a Lisboa. Hacia el 10 de octubre de 1810, solo la división ligera británica y algunas patrullas de caballería permanecían fuera de estas «Líneas». Wellington ubicó en las fortificaciones a «tropas secundarias» —25 000 milicianos portugueses, 8000 españoles y 2500 infantes de marina y artilleros británicos— al tiempo que su principal ejército de campaña de soldados regulares británicos y portugueses permanecía disperso para así contener rápidamente un asalto francés en cualquier punto de esas Líneas.
El ejército francés en Portugal de Masséna estaba concentrado alrededor de Sobral, aparentemente preparando un ataque. Sin embargo, tras una feroz escaramuza el 14 de octubre en la que se hizo evidente la fortaleza de las Líneas, los franceses también se atrincheraron en lugar de lanzar un costoso asalto a gran escala. Permanecieron en sus puestos un mes antes de retroceder a una posición entre Santarém y Rio Maior. Tras esta retirada de Masséna, Wellington movió la 2.ª División del teniente general Rowland Hill, junto con dos brigadas portuguesas y un destacamento de dragones, a lo largo del río Tajo para proteger las llanuras del Alentejo, tanto de Masséna como de un posible ataque desde Andalucía por parte del Ejército francés del Sur.

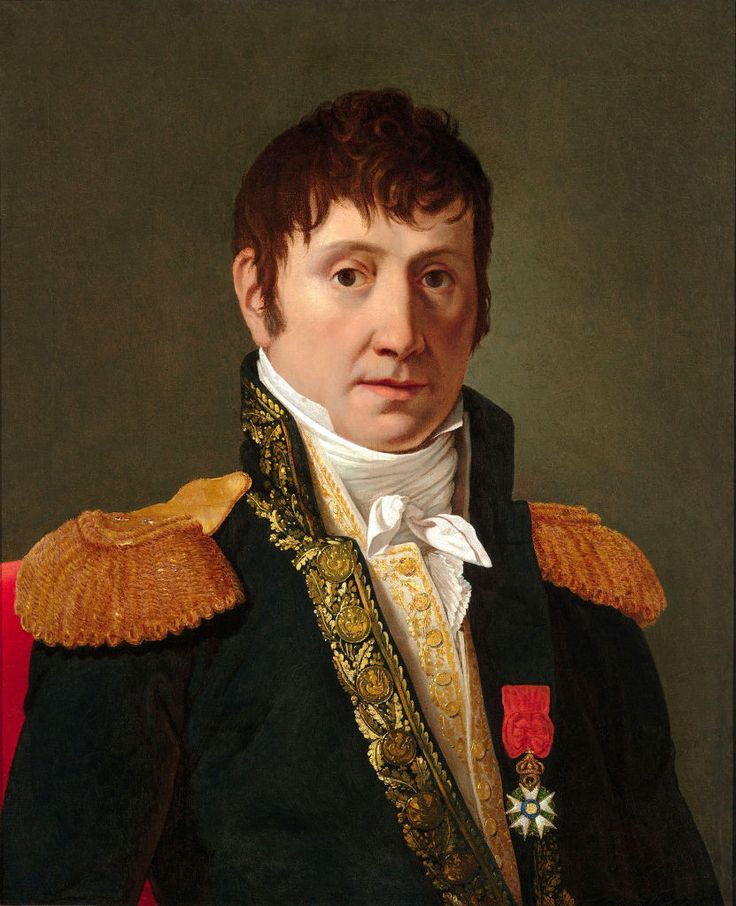
Jean de Dieu Soult, comandante de las fuerzas francesas que combatieron en La Albuera.

Napoleón ya había enviado antes órdenes al mariscal Jean de Dieu Soult, comandante del Ejército del Sur, urgiéndole a apoyar a Masséna. Estas órdenes del emperador francés se basaban en información desactualizada y pedía únicamente una fuerza pequeña, pero cuando el mariscal las recibió la situación había cambiado considerablemente. Soult entonces sabía que no podía lanzar un ataque exitoso a Lisboa con las fuerzas propuestas, pues los aliados tenían 30 000 hombres y seis grandes fortalezas entre su ejército y la capital portuguesa. Pero había recibido órdenes y se sentía obligado a hacer algo, por lo que reunió un ejército de 20 000 soldados, esencialmente del V Cuerpo, e inició una expedición hacia Extremadura con el modesto objetivo de tomar la ciudad fortificada de Badajoz y quizá atraer algunas fuerzas aliadas desde sus impenetrables posiciones en las Líneas. Junto con el V Cuerpo, este movimiento también contó con infantería y caballería del I Cuerpo del mariscal Claude-Victor Perrin que estaba asediando Cádiz en ese momento, lo cual debilitó a este ejército francés y se encontró con la amarga oposición del mariscal, que se quedó con 15 000 soldados para asediar una ciudad defendida por 26 000 tropas aliadas.
Tras una exitosa campaña por Extremadura, el 27 de enero de 1811 Soult comenzó el cerco de Badajoz. Casi inmediatamente el Ejército de Extremadura se aproximó con 15 000 soldados al mando del general Gabriel de Mendizábal. El ejército de Soult, demasiado pequeño para rodear la ciudad, no pudo impedir que 3000 hombres de Mendizábal reforzaran la guarnición de la ciudad y que el resto ocuparan el cerro de San Cristóbal. Puesto que esto representaba una considerable amenaza, Soult enseguida atacó y derrotó a las fuerzas de Mendizábal en la batalla de Gévora, en la que los franceses infligieron mil muertos y tomaron 4000 prisioneros, por 400 bajas propias. El resto de las derrotadas fuerzas españolas huyeron hacia Badajoz y Portugal.
La guarnición de Badajoz, comandada hábilmente por el general Rafael Menacho, opuso inicialmente una fuerte resistencia y hacia el 3 de marzo los franceses apenas habían hecho progresos. Ese día, sin embargo, Menacho cayó muerto en las murallas por un tiro de suerte; el mando de los defensores pasó al también general José Imaz y la defensa de la ciudad comenzó a debilitarse. El 10 de marzo las murallas finalmente cedieron. Soult estaba ansioso por terminar con el asedio porque le habían informado que Masséna, al mando de un ejército que se desintegraba por la enfermedad, el hambre y un invierno inusualmente frío, se había retirado de Portugal. Preocupado porque los británicos lo aprovecharan para acudir en auxilio de Badajoz, Soult envió un emisario a la ciudad para demandar la rendición de la guarnición. Imaz aceptó la capitulación y los franceses tomaron la ciudad fortificada el día 11 de marzo.
El 12 de marzo le llegó a Soult la noticia de la derrota del mariscal Victor en la batalla de Chiclana y por eso abandonó Badajoz en dirección a Andalucía, preocupado por el posible fracaso del sitio de Cádiz. Al llegar a Sevilla el día 20 se sintió aliviado al conocer que las líneas de asedio de Victor todavía aguantaban y Andalucía permanecía bajo control francés. Antes de su partida, Soult había consolidado sus avances en Extremadura reforzando la guarnición de Badajoz con 11 000 soldados al mando del mariscal Édouard Mortier.

## Preludio

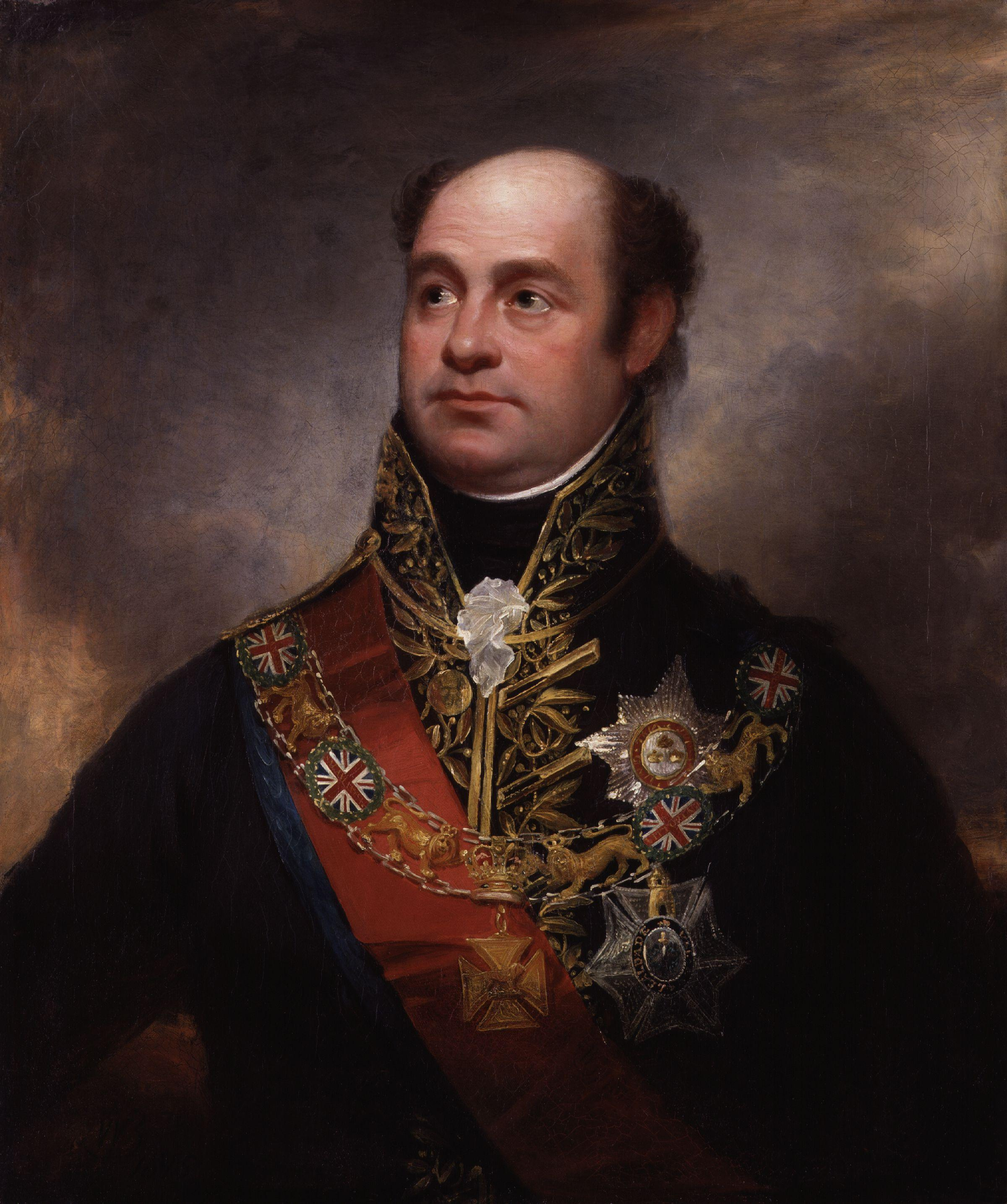
William Beresford, comandante de las fuerzas aliadas en la batalla.

Sin consideraciones políticas que los obstaculizaran, los aliados pronto supieron del cerco de Badajoz emprendido por las fuerzas de Soult. Desaparecida la amenaza de Masséna con su retirada hacia España, Wellington preparó el envío de sus 2.ª y 4.ª Divisiones, entonces al mando del general William Beresford, para acabar con el asedio. Las órdenes se dieron el 8 de marzo, pero se anularon al día siguiente debido a una información falsa que afirmaba que Masséna estaba ofreciendo batalla en Tomar. Tras algunos retrasos mientras las divisiones de Beresford se reagrupaban, la fuerza de auxilio partió hacia Badajoz el 15 de marzo. Para entonces, sin embargo, Wellington recibió noticias de la rendición de la ciudad. Sin prisas por llegar, la expedición de Beresford aminoró el paso.

### Movimientos de Mortier
El mariscal Édouard Mortier, comandante de la guarnición francesa de Badajoz, aprovechó bien este retraso en la llegada de los aliados. Tras dejar seis batallones en la ciudad, a principios de marzo se movió al noroeste contra la ciudad portuguesa de Campomayor, distante 17 km a vuelo de pájaro, con unos 7000 hombres y tres baterías de cañones tomadas de las defensas de Badajoz. Los franceses ocuparon el cercano fuerte de São João el 14 de marzo, la noche de su llegada, pero la fortaleza de Campomayor se mostró mucho más resistente. A pesar de estar defendida por solo 800 milicianos al mando del mayor José Talaya, la ciudad aguantó siete días y se rindió solo cuando todo un lienzo de un bastión se derrumbó por el ataque de la artillería de Mortier. El mariscal francés envió dos regimientos de caballería al mando del general Marie Victor Latour-Maubourg para sitiar la localidad de Alburquerque, donde sus 6000 defensores se rindieron antes incluso de que los franceses necesitaran refuerzos.
La prolongada defensa de Campomayor por parte del mayor Talaya les dio tiempo a las divisiones de Beresford para llegar antes de que las fortificaciones fueran arrasadas. Al regresar a Badajoz después de su exitosa incursión en Portugal, Mortier había dejado en Campomayor tan solo un regimiento de infantería y tres de caballería al mando de Latour-Maubourg con la misión de desmantelar sus defensas. La aparición de Beresford el 25 de marzo tomó a los franceses por sorpresa. Sin embargo, y a pesar de que los aliados contaban con 18 000 soldados, Latour-Maubourg ordenó formar con calma a sus hombres y se retiró hacia Badajoz. Beresford envió 1500 soldados de caballería bajo mando del general Robert Long en persecución de los franceses. La mayoría de la caballería gala fue puesta en fuga por una carga del 13.º Regimiento de Dragones, pero su persecución flaqueó debido a una mala coordinación y la mayoría de las fuerzas francesas llegaron a Badajoz. Este fracaso fue motivo de disputa entre los partidarios de Beresford y los de Long.

### Los aliados cercan Badajoz
Beresford entonces comenzó la tarea de posicionar a su ejército para cercar Badajoz, pero una serie de contratiempos retrasaron el avance aliado hacia España. El río Guadiana, que delimita gran parte de la frontera hispanoportuguesa, se interponía en el camino de sus tropas. Wellington había prometido una reserva de pontones para crear un puente, pero estos no llegaron. En su lugar hubo que construir un puente in situ, tarea compleja que no estuvo terminada hasta el 3 de abril. Además, las raciones de comida prometidas al general británico, que debían venir desde Estremoz, habían sido consumidas por lo que quedaba del Ejército de Extremadura de Mendizábal, establecido en la zona después de su derrota ante Soult a comienzos de ese año. Las tropas de Beresford tuvieron que conseguir sus raciones en la ciudad fortificada de Elvas. Por otro lado, el calzado de los soldados de la 4.ª División tenía las suelas completamente desgastadas después de dos semanas de marchas y sus nuevos zapatos tardarían una semana en llegar desde Lisboa. Estos retrasos le dieron a la guarnición francesa de Badajoz tiempo para trabajar en las fortificaciones, que pasaron de estar en un estado lamentable el 25 de marzo a ser defendibles el 3 de abril. Beresford ordenó a sus fuerzas avanzar el 4 de abril, pero una crecida repentina se llevó su puente sobre el Guadiana y atrapó a la vanguardia aliada en la orilla este. Esto podría haber sido un desastre para los aliados, pero Mortier había tenido que viajar a París y Latour-Maubourg estaba al mando de la guarnición de Badajoz, más concentrado en la reparación de las defensas que en enfrentarse a los aliados. Después de un éxito menor en el que los franceses capturaron a todo un escuadrón de la 13.ª de Dragones Ligeros, Latour-Maubourg se retiró ante la superioridad de fuerzas de Beresford, dejando a 3000 defensores en Badajoz y 400 en Olivenza.

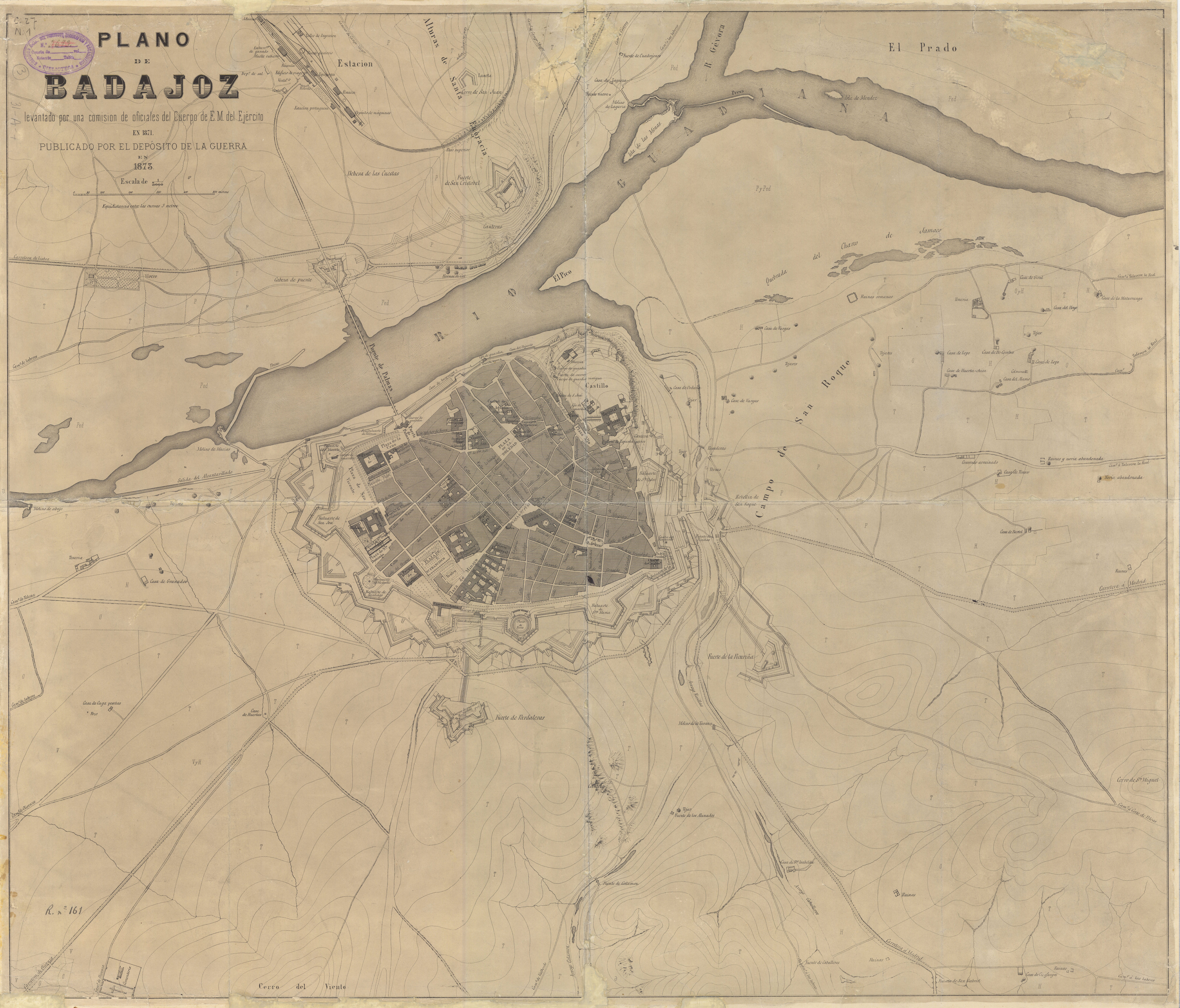
Plano de Badajoz en 1873, cuando la ciudad seguía confinada dentro de sus murallas

Para el 8 de abril se habían tendido nuevos puentes sobre el río y, al día siguiente, el ejército aliado se movió hasta Olivenza, en territorio español y 24 km al sur de Badajoz. Mientras que la 4.ª División británica atacaba a la escasa guarnición francesa de la localidad, el grueso de las tropas siguió a Latour-Maubourg hacia el sur al tiempo que enviaban fuerzas de cobertura desde Valverde de Leganés y La Albuera a vigilar a la guarnición de Badajoz. Beresford coordinó sus movimientos con los restos del Ejército español de Extremadura, entonces al mando del general Castaños, con lo que sumó 3000 soldados de infantería y 1000 de caballería a sus fuerzas. El 15 de abril, Olivenza cayó ante la 4.ª División, con lo cual técnicamente el general británico estaba en disposición de iniciar la importante tarea de asediar Badajoz. Sin embargo, ni Beresford ni Wellington habían ordenado traer cañones de asedio, por lo que se improvisó trayendo suficientes piezas de artillería antiguas de varias calidades desde Elvas, algo que volvió a provocar otro retraso en las operaciones de los aliados. Beresford aprovechó el retraso para limpiar el sur de Extremadura de presencia francesa y expulsó a Latour-Maubourg hasta Guadalcanal (Sevilla). También dejó a su caballería y a una brigada al mando del teniente coronel John Colborne, junto a un destacamento de caballería español, para vigilar los movimientos de Latour-Maubourg y disuadirle de regresar a Extremadura. Wellington estaba tan preocupado por la ausencia de progresos que decidió iniciar una visita rápida a la región. Él y Beresford hicieron un reconocimiento de Badajoz el 22 de abril y, antes de partir hacia el norte, dejó preparado un detallado memorando sobre cómo acometer el asedio de la ciudad y continuar con la campaña. Beresford siguió estas instrucciones despacio, pero seguro, y finalmente inició el asedio de la ciudad extremeña el 4 de mayo.
Un suceso positivo para los aliados en ese momento fue la llegada de otra fuerza española a la región. El Consejo de Regencia español establecido en Cádiz había enviado al general Joaquín Blake —con las dos divisiones de Zayas y Mendizábal— por mar desde Ayamonte, en la desembocadura del Guadiana. Desembarcaron el 18 de abril y las tropas de Blake se unieron a las del general Francisco Ballesteros en Jerez de los Caballeros. Aunque el propio Blake era miembro de la Regencia, estaba por debajo del general Castaños en el escalafón militar, por lo que no protestó cuando este aceptó que Beresford, también de menor rango que Castaños, se pusiera al mando de los ejércitos aliados en batalla debido a que las tropas angloportuguesas eran más numerosas.

### Configuración de los ejércitos
Desde el momento en que los franceses se vieron obligados a retirarse ante Beresford, Soult supo que Badajoz estaba en riesgo, por lo que estaba determinado a no perder la única ganancia tangible de su campaña invernal. Para el 9 de mayo sentía que el tiempo se agotaba, por lo que partió hacia Badajoz con todos los hombres del I y IV Cuerpos del Ejército del Sur que pudo retirar del asedio de Cádiz y de las fuerzas de ocupación de Andalucía. Combinados con los soldados del V Cuerpo de Latour-Maubourg que estaban cerca de Sevilla, Soult puso unas fuerzas de unos 23 000 hombres y 35 cañones en dirección a Badajoz.
Beresford fue alertado del avance francés por informes que recibió el 12 de mayo de patriotas españoles en Sevilla, que habían dado noticia de la partida de Soult. El general británico quiso rematar la conquista de Badajoz enviando una solicitud de rendición que fue rechazada por el comandante francés en la tarde de ese mismo día. Beresford se dio así cuenta de que no tenía tiempo para acabar la misión y ordenó la retirada de los cañones de asedio y los suministros. El día 13 la caballería española asignada a la brigada de Colborne entró en contacto con las fuerzas francesas y, siguiendo las órdenes dadas por Wellington en abril, se replegaron e informaron a Beresford de la nueva posición de Soult. Más tarde ese mismo día la caballería británica de Long también se topó con los franceses y se retiró apresuradamente. Aunque Long nuevamente estaba siguiendo las indicaciones de Wellington, Beresford consideró esta retirada quizá prematura porque había desperdiciado la posibilidad de retrasar el avance enemigo obligándolo a desplegarse.

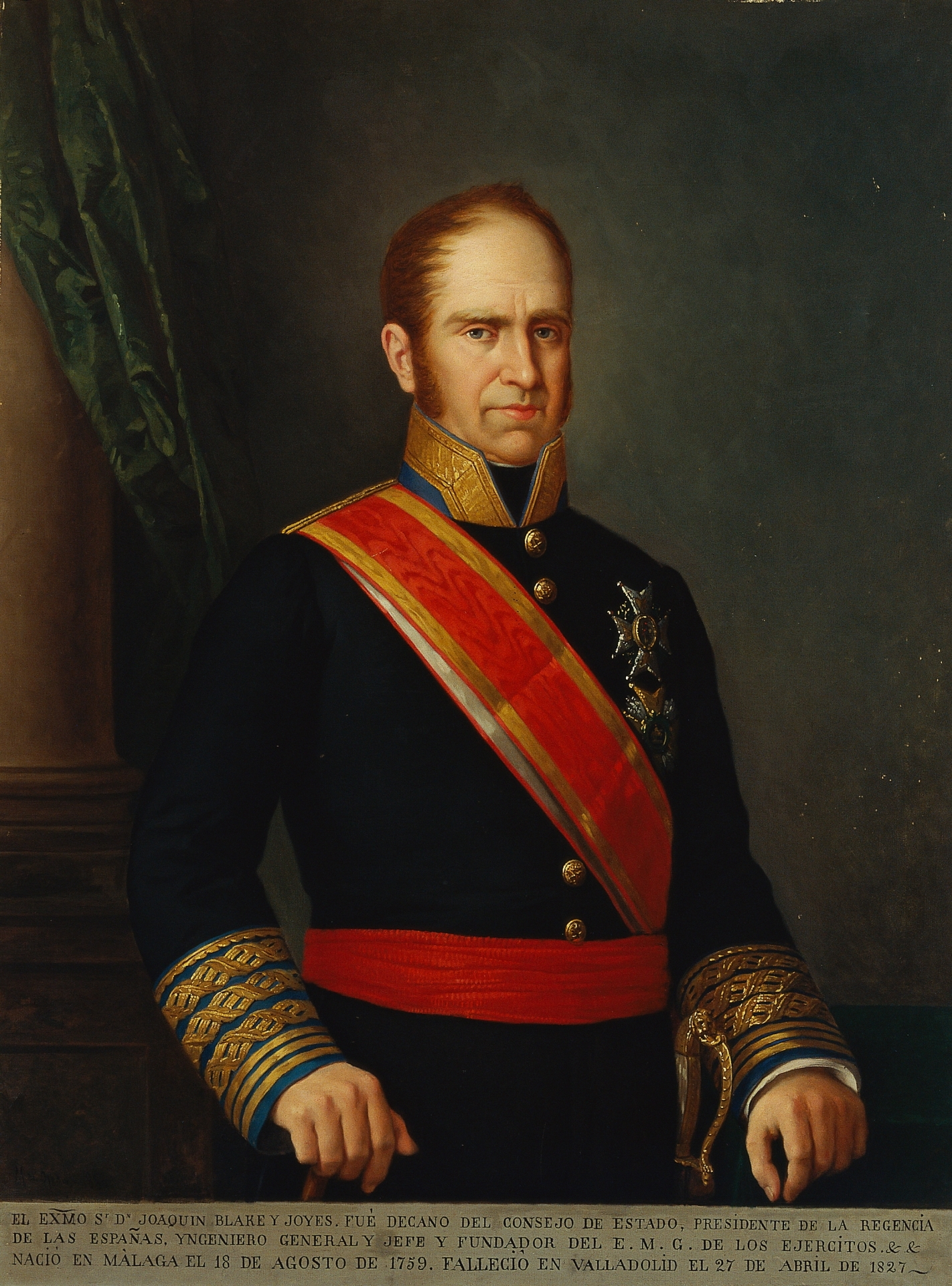
El comandante de las fuerzas españolas, Joaquín Blake y Joyes

También el día 13, Beresford movió a la 2.ª División británica, a la división portuguesa del general John Hamilton y tres baterías de artillería desde Badajoz a Valverde de Leganés, en un emplazamiento ideal para vigilar las tres rutas de aproximación de Soult. Las órdenes que había dejado Wellington daban a Beresford total libertad para combatir a Soult o retirarse. Sin embargo, cuando el británico conoció el día 14 en Valverde a Blake y Castaños, los generales al mando de las fuerzas españolas, se convenció de que la superioridad numérica aliada justificaba arriesgar en una batalla campal. Los líderes aliados, en consecuencia, acordaron concentrarse en La Albuera, que era la localización que Wellington había elegido como la idónea para intentar resistir un avance francés contra Badajoz.
Para el 15 de mayo Beresford tenía claro que Soult iba a tomar la ruta central hacia Badajoz, que atravesaba por Santa Marta y La Albuera. Realizó nuevos ajustes en su despliegue, moviendo a la 2.ª División y a la portuguesa de Hamilton a defender la villa, donde se les unió la brigada de Charles Alten y otra más portuguesa compuesta de una guarnición y tropas ligeras temporalmente formadas para la campaña. Los movimientos de Soult quedaron todavía más claros cuando sus cazadores a caballo y húsares se enfrentaron a la caballería de Long en Santa Marta, donde otra vez el británico se retiró con una prisa que a Beresford no le pareció razonable. Por ello, el general William Lumley sustituyó a Long al mando de la caballería aliada. Los relatos difieren en la razón de este relevo, pues unos dicen que fue debido a la incompetencia de Long y otros que se debió únicamente al superior rango de Lumley. La razón inmediata, al parecer, fue que el propio Long sugirió el nombramiento de Lumley para resolver las cuestiones de rango que habían saltado a la palestra entre Long y los comandantes de la caballería española. El cambio efectivo en el mando no se produjo hasta la mañana del día 16, porque fue cuando Lumley llegó al campo de batalla.
Ese día no hubo más combates, por lo que Beresford pudo completar sus disposiciones. El frente de la formación aliada estaba definido por una serie de pequeños cursos de agua que corrían de sur a norte. Dos de estos, los arroyos Nogales y Chicapierna, confluían justo al sur de la villa para formar el río Albuera, pero ninguno suponía un obstáculo insalvable y el propio río se podía cruzar por dos puentes y un vado. Los hombres de Alten fueron colocados en la propia La Albuera, mientras que la división de Hamilton junto con la mayoría de la caballería portuguesa formaron el ala izquierda aliada al norte del pueblo y la 2.ª División del general William Stewart formó en lo alto de una colina justo al oeste de la localidad. El ala derecha aliada sería configurada por las cuatro divisiones españolas de Castaños y Blake, mientras que la caballería y artillería aliadas junto con la 4.ª División quedarían como fuerte reserva estratégica. Al oeste del Chicapierna y La Albuera el terreno se elevaba hacia una estribación de norte a sur sin arbolado y con varios montículos cada vez más altos en dirección sur. Después de la batalla, Beresford recibió críticas muy encendidas por no haber ocupado dos de esos puntos elevados, el primero de los cuales quedaba a 1,6 km al suroeste del pueblo y el otro a unos 500 m más al sur.
Las divisiones de Blake se retrasaron en su avance y no llegaron hasta la medianoche del 15 al 16, aunque estuvieron en posición a tiempo para el comienzo de la batalla al final de la mañana. Asimismo, la 4.ª División al mando de Lowry Cole y la brigada española de Carlos de España llegaron a pie desde Badajoz a primera hora del 16 de mayo.
Mientras tanto, Soult estaba haciendo sus propios planes. Sabía que Blake tenía la intención de unir sus fuerzas a las de Beresford, pero pensó que las divisiones españolas se encontraban todavía lejos, a varios días de marcha. Basándose en esa premisa errónea, Soult decidió que la mejor manera de actuar sería realizar una finta hacia el flanco sur de los aliados, colocando de esta manera una cuña entre las dos partes del ejército de Beresford. Esperaba así derrotar completamente a sus oponentes, superando primero a la fuerza del británico y después girando al sur para encarar a las divisiones de Blake.

## Batalla

### La finta de Soult sobre La Albuera

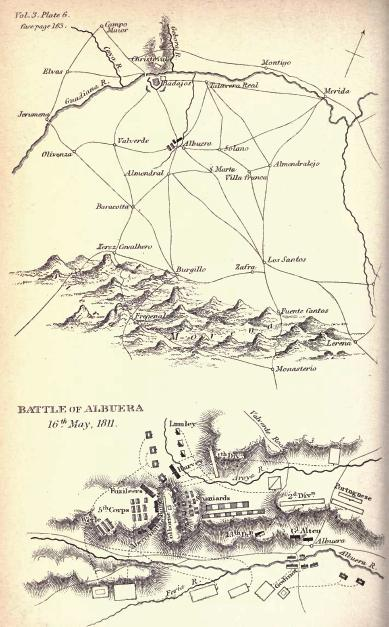
Mapa de la batalla, del libro History of the War in the Peninsula, de William Napier

Beresford desplegó sus tropas en las laderas opuestas de las colinas que había en el campo de batalla. Al no poder divisar al ejército aliado, Soult no sabía todavía que también tenía enfrente a las divisiones españolas de Blake que habían llegado la noche anterior. Así, en la mañana del 16 de mayo de 1811, el mariscal francés procedió con su intento de girar el flanco derecho aliado. Para aproximarse directamente a La Albuera, los franceses debían cruzar el río homónimo a través de un pequeño puente, por lo que el primer movimiento de Soult fue lanzar un fuerte ataque de finta en esa dirección. Envió a la brigada de infantería de Godinot, flanqueada por la caballería ligera de Briche y apoyados por artillería, a través del puente en dirección al pueblo. Cuatro pelotones de lanceros vistulanos también cruzaron el río, pero fueron repelidos por la 3.ª Guardia de Dragones. Una batería de cañones portuguesa estaba posicionada para cubrir las aproximaciones a ese puente, mientras que en su avance los hombres de Godinot entraron en combate con los batallones de Alten, que tenían asignada la defensa de La Albuera.
Al mismo tiempo, dos brigadas de dragones y la brigada de infantería de Werlé se dejaron ver en la izquierda de Godinot y avanzaron por un olivar frente a la posición de Blake, en la derecha de Alten. Con una gran concentración de tropas francesas amenazando la localidad, los comandantes aliados mordieron el anzuelo tal y como Soult había previsto, pues enviaron refuerzos para apoyar a Alten.

### El ataque de flanco francés
Mientras los aliados se preparaban para un asalto frontal sobre su centro y su derecha, Soult estaba preparando su verdadero golpe. Las dos divisiones del V Cuerpo al mando de Girard y Gazan, precedidas por una brigada de caballería, viraron a la derecha para iniciar el movimiento de flanqueo planeado por su mariscal. Sus progresos quedaron ocultos por los olivares, por lo que los aliados no los vieron hasta que cuatro regimientos de caballería francesa emergieron del extremo sur de un olivar, cruzaron dos arroyos y dispersaron a la caballería española al mando de Loy, en la derecha de las líneas de Beresford. Alarmado, el británico corrió para observar las maniobras francesas, cuya finalidad resultó evidente cuando la caballería que apoyaba a Godinot y la brigada de Werlé empezaron a alejarse de La Albuera en dirección a la retaguardia de Girard.
Inmediatamente, Beresford dio nuevas órdenes: a Blake le ordenó que girara su línea delantera para enfrentar a los franceses que se aproximaban, la caballería de Lumley fue enviada a apoyar a las fuerzas montadas de Loy y aguantar en el flanco derecho de Blake, mientras que la 2.ª División de Stewart se mandó al sur de su localización, detrás de La Albuera, para situarse detrás de Blake preparada para ofrecer apoyo en caso necesario. A la 4.ª División de Cole se le ordenó formar tras la caballería y la portuguesa de Hamilton se desplazó al centro aliado para mantener La Albuera y actuar de reserva.
Sin embargo, Blake no siguió las órdenes de Beresford porque todavía creía que el ataque francés se produciría en su frente. Manteniendo a su línea delantera en sus posiciones, optó por mover cuatro batallones de la división de Zayas para formar un nuevo frente hacia el sur. Zayas desplegó estos batallones, de la segunda línea española, en dos grupos: formaron dos batallones de Guardias Reales españoles en una línea en lo alto de un cerro mientras que las otras dos formaron en columnas a su espalda; toda su posición tenía el apoyo de una única batería de artillería.
Al tener noticia del despliegue limitado de Blake, Beresford se apresuró a supervisar personalmente la operación. Combinó el segundo par de batallones de Zayas con los dos primeros, formando una sólida línea de frente de cuatro batallones. Después envió órdenes a Lardizábal para que trajera tres de sus batallones en apoyo del flanco derecho de Zayas, y a Ballesteros le ordenó traer otros dos en apoyo del izquierdo. Sin embargo, estos refuerzos no llegaron a tiempo para el primer ataque francés y los cuatro batallones de Zayas tuvieron que enfrentarse solos a dos divisiones francesas.

### La delgada línea española resiste

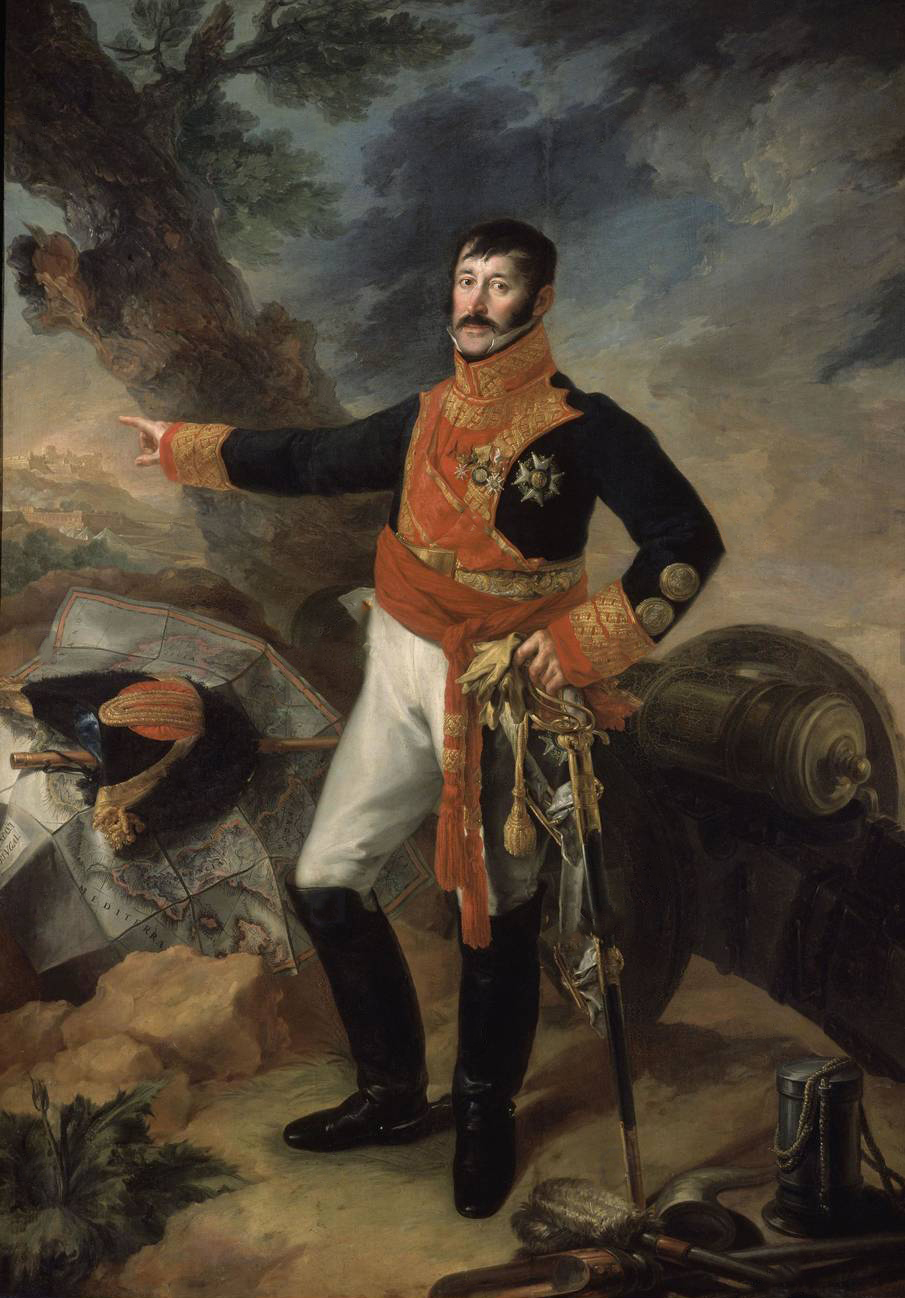
José Pascual de Zayas y Chacón

Mientras Beresford había estado ajustando el despliegue de sus tropas, «un majestuoso movimiento cambió totalmente el aspecto del frente francés». Dos brigadas de dragones galoparon desde el centroderecha francés, pasaron detrás del V Cuerpo y se unieron a la caballería de Latour-Maubourg en la izquierda. Al mismo tiempo, la división de Werlé se acercó a la retaguardia del V Cuerpo, pasando así a la reserva francesa. Soult había concentrado toda su fuerza de infantería, excepto los 3500 hombres de Godinot que estaban todavía combatiendo en La Albuera, y toda su caballería salvo la ligera de Briche, en un solo frente que marchaba contra el flanco izquierdo que defendían los españoles de Blake.
Las dos divisiones del V Cuerpo avanzaron una detrás de otra contra la posición de Zayas. La primera, que era la de Girard, se movió en orden mixto, es decir, con cuatro batallones en columna flanqueados por ambos lados por un batallón en línea, y más allá flanqueados por un batallón y medio en columna. Por su parte, la división de Gazan se movió en un batallón en columna. Los tiradores de hostigamiento franceses atacaron a la línea de Zayas y gradualmente diezmaron el frente español. Cuando la columna principal de Gazan estuvo a solo 50 metros de los españoles, los hostigadores se dividieron hacia izquierda y derecha, y los batallones que los seguían abrieron fuego. Los españoles se mantuvieron firmes y no retrocedieron durante una hora y media, intercambiando disparos con los franceses hasta que finalmente repelieron el primer ataque de Girard.
A pesar de la resistencia de los hombres de Zayas, que posiblemente eran las mejores tropas de todo el ejército español en la época, su inferioridad numérica los obligó a retroceder lentamente. A pesar de todo, resistieron el suficiente tiempo para que llegaran en su auxilio Ballesteros y Lardizábal, también la 2.ª División de Stewart, quien había formado a la 1.ª División de John Colborne seguida de las otras dos brigadas de la división. El 3.º Regimiento de infantería, apodados Los Buffs, se colocó en vanguardia, seguido del 48.º y el 66.º. La brigada de Colborne formó frente a la izquierda francesa y, con el apoyo de una batería de cañones, abrió fuego y forzó a los dos batallones de flanqueo de Girard a mirar hacia fuera para devolver los tiros.

### La destrucción de la brigada de Colborne
El duelo de mosqueteros que se desató entre la brigada de Colborne y el flanco izquierdo de Girard fue tan intenso que ambos bandos vacilaron. Los franceses comenzaron a quebrar y tan solo aguantaron el terreno cuando sus oficiales desenvainaron sables para impedir su retirada. La izquierda de la brigada de Colborne, castigada tanto por disparos de mosquete como por metralla de los cañones de apoyo de Girard, trató de forzar un desenlace con una infructuosa carga de bayoneta. En la derecha, los hombres de Colborne continuaron intercambiando disparos con los franceses y, viendo vacilar su resolución, también calaron bayonetas y atacaron.
Mientras la brigada avanzaba, cayó una copiosa y cegadora lluvia de granizo que inutilizó los mosquetes de ambos bandos. Amparado en la cobertura de la reducida visibilidad, Latour-Maubourg lanzó a dos regimientos de caballería contra el expuesto flanco derecho de Colborne. Los lanceros vistulanos y los húsares arrasaron a una infantería británica que no estaba preparada y aniquilaron virtualmente los tres primeros regimientos de Colborne. Solo el cuarto, el 31.º Regimiento de Infantería, fue capaz de salvarse formando en cuadros. La caballería se lanzó contra la batería de artillería que daba apoyo a Colborne y capturó sus cañones, la mayoría de los cuales fueron después recuperados.

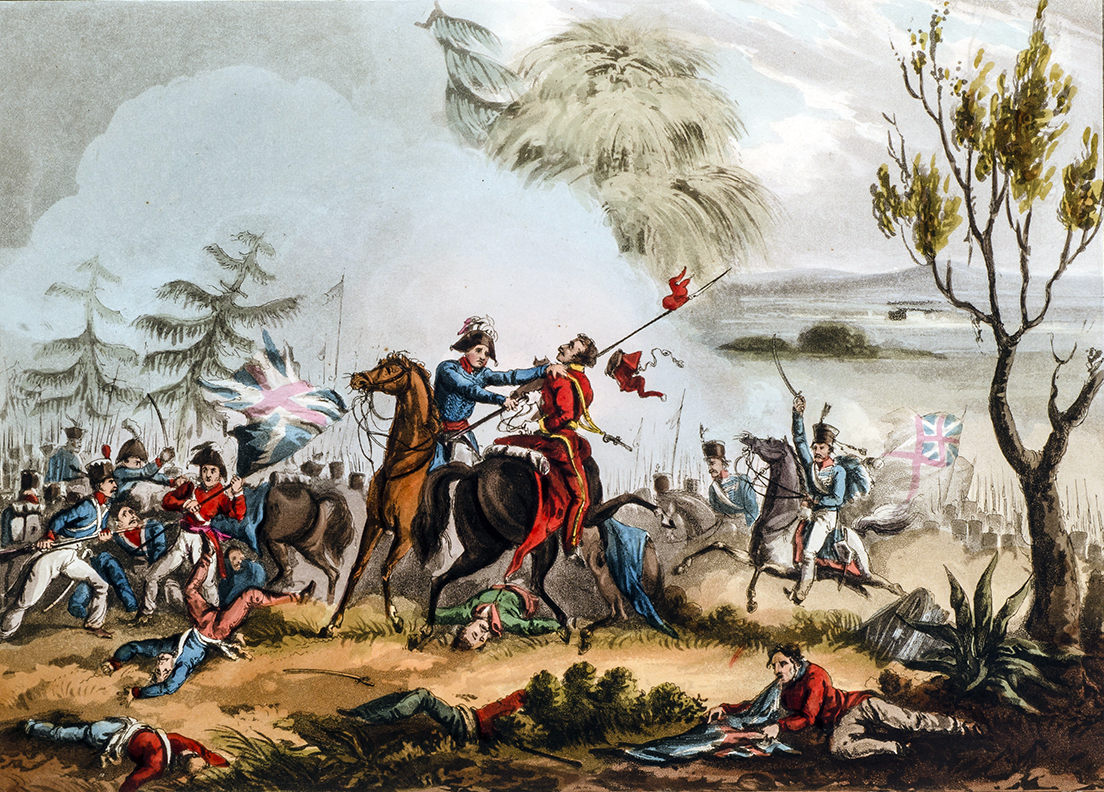
El mariscal Beresford desarmando a un lancero polaco en la batalla de La Albuera. Grabado de T. Sutherland, 1831

Habiendo capturado cinco banderas de regimiento y ocho cañones, la caballería de ulanos barrieron el cuadro que había formado el 31.º, dispersaron a Beresford y su estado mayor y atacaron la retaguardia de la línea de Zayas. Los guardias reales de Zayas se enfrentaron a estos sin pestañear mientras seguían devolviendo sus disparos a la infantería de Girard. Para entonces, la lluvia había escampado y Lumley, al mando de la caballería de Beresford, pudo finalmente distinguir la devastación causada por la caballería francesa y polaca. Envió dos escuadrones del 4.º de Dragones para dispersar a los ulanos, lo cual consiguieron, pero las tropas británicas estaban en retroceso ante un regimiento fresco de húsares que Latour-Maubourg había enviado para cubrir la retirada de los lanceros. Acercándose a la acción, el Regimiento n.º 29 de Infantería, en vanguardia de la segunda brigada de Stewart, abrió fuego sobre los dispersos lanceros vistulanos. Empero, la mayor parte de sus tiros no dieron en el blanco, sino en las filas de retaguardia de los hombres de Zayas. Una vez más, estos españoles se mantuvieron firmes; sus acciones muy probablemente salvaron a todo el ejército aliado de la destrucción.
Algunas fuentes británicas afirman que la caballería polaca rehusó aceptar cualquier rendición de la infantería británica y clavó sus lanzas de manera deliberada sobre los heridos que yacían en el campo de batalla. Tradicionalmente se ha dicho que la 2.ª División británica juró no dar cuartel a los polacos después de La Albuera. Según Beresford, de los 1258 hombres que perdieron los primeros tres regimientos de Colborne, 319 resultaron muertos, 460 heridos y 479 tomados como prisioneros. Según el informe de Soult, los lanceros vistulanos contabilizaron 130 bajas entre sus 591 componentes.

### El sufrimiento de Hoghton
Los combates en el flanco derecho aliado se detuvieron momentáneamente para que ambos bandos se reagrupasen. La división de Girard había sufrido considerablemente en su lucha con los hombres de Zayas, mientras que las acciones de Colborne, aunque finalmente desastrosas, también habían causado importantes bajas en los franceses. Girard consideraba su división como una fuerza acabada e hizo avanzar la 2.ª División de Gazan para ocupar su lugar. Avanzando en columna, los batallones de Gazan tuvieron que abrirse paso entre los restos de las unidades en retirada de Girard, por lo que muchos supervivientes de la 1.ª División fueron recogidos e incorporados a la columna de Gazan, que así creció hasta sumar 8000 hombres, aunque perdiendo mucha cohesión en el proceso. La demora en el reagrupamiento francés permitió a los aliados recomponer sus propias filas. Beresford desplegó a la brigada de Daniel Hoghton detrás de las líneas de Zayas y a Abercrombie tras las de Ballesteros, después las puso en vanguardia para relevar a los españoles. Joseph Moyle Sherer, oficial a las órdenes de Abercrombie, contó cómo un joven español montó a caballo y «me rogó… que explicara a los ingleses que a sus compatriotas les habían ordenado retirarse y no estaban huyendo».
Después de esta pausa, comenzó la segunda fase de la batalla, que fue si cabe todavía más sangrienta que la primera. Los franceses solo desplegaron una línea de hostigadores contra la brigada de Abercrombie, mientras que el peso del renovado asalto cayó sobre Hoghton. A pesar de que únicamente se les unieron los supervivientes de la brigada de Colborne, solo 1900 británicos aguantaron en línea contra los cuerpos de ejército franceses. Los tres batallones de infantería de Hoghton —29.º, 48.º y 57.º— sufrieron muchas bajas: 971 soldados y 57 oficiales muertos o heridos de un total de 1556 soldados y 95 oficiales.
Por lo general, en un duelo entre la línea aliada y la columna francesa, el mayor volumen de fuego que disparaba la línea, donde cada arma podría dirigirse al frente y a los flancos de la más estrecha columna, podía significar el factor decisivo. Sin embargo, en este caso los franceses estaban bien apoyados por la artillería. Para compensar la desventaja en poder de fuego, Girard acercó los cañones a 275 metros de la línea de Hoghton, suficientemente cerca para enfilarla con fuego cruzado y metralla. Al comienzo de este combate, el coronel William Inglis del 57.º de Infantería resultó herido, pero rehusó ser trasladado a retaguardia y durante la batalla su voz se pudo oír repitiendo con calma: «¡Morid luchando, 57.º, morid luchando!». Por estas exhortaciones, el 57.º adoptó el lema de Los duros de matar (The Die Hards).
Bajo este asalto de armas combinadas francesas, la brigada de Hoghton perdió dos tercios de sus hombres. El propio brigadier resultó muerto. A medida que la cifra de caídos aumentaba, la debilitada línea dejó de ser capaz de cubrir el frente de la columna atacante. Sin embargo, los franceses tampoco estaban en condiciones de hacer valer su ventaja numérica, porque el nutrido fuego británico había hecho estragos y Girard perdió 2000 hombres durante la confrontación. Había intentado formar su incómoda columna del tamaño de un cuerpo de ejército como una línea, para así usar todo su poder de fuego y abrumar a la brigada de Hoghton, pero las compañías que desplegaba fueron constantemente repelidas hacia la columna por la intensidad de los disparos de los mosquetes británicos. El rol del 57.º en esta fase de la batalla fue crucial, aguantando posiciones en completo orden y sin ceder ni un solo centímetro ante la furiosa embestida francesa. Beresford anotó en su comunicado: «Nuestros caídos, particularmente del 57.º Regimiento, yacían muertos en sus puestos, y todos los heridos en el frente».

### Soult se retira

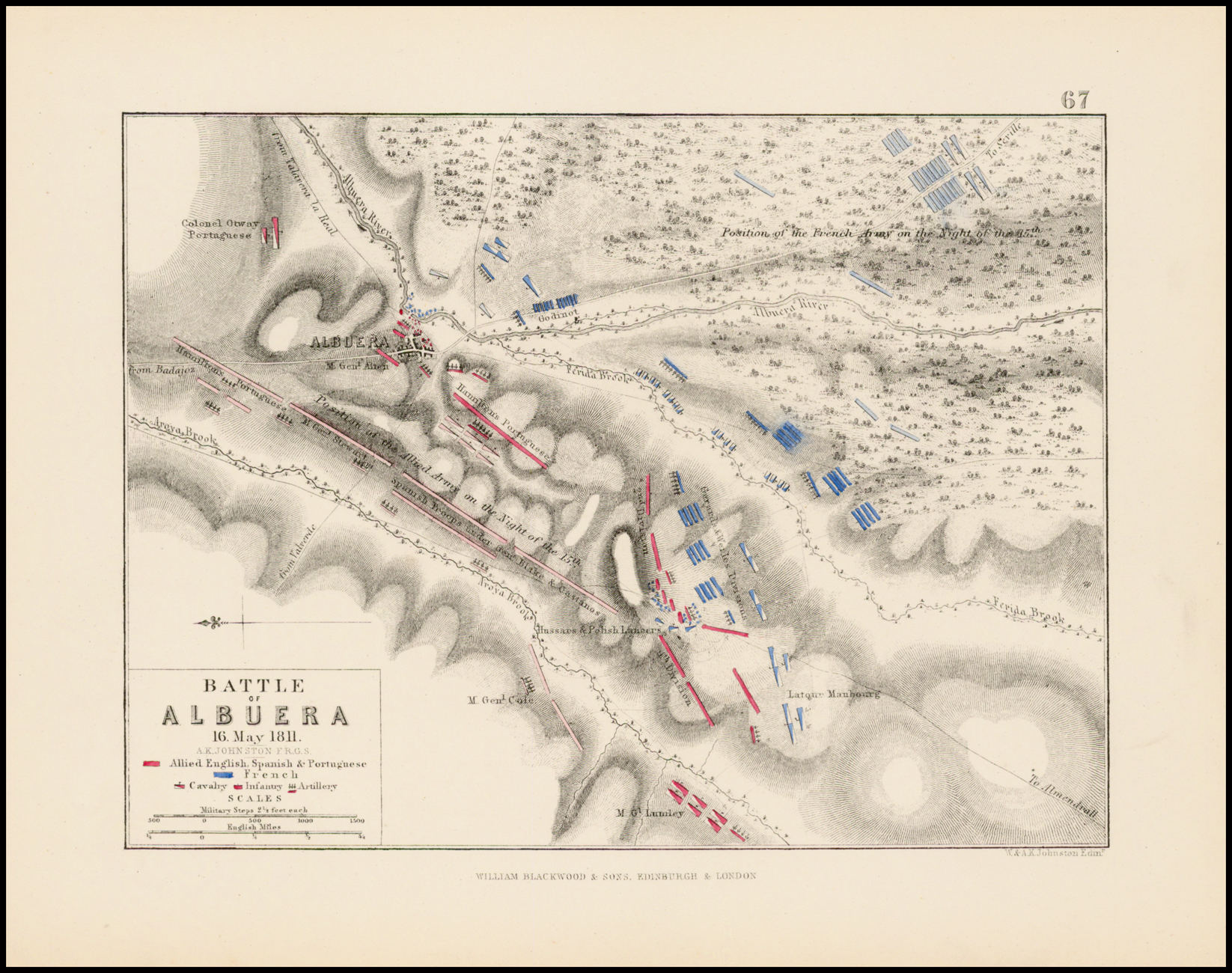
Mapa de la batalla, del libro Alison's History of Europe (1850)

Aunque los franceses seguían atacando, el desenlace de la batalla no estaba nada claro. Soult seguía manteniendo en la reserva a la brigada de Werlé y la mayoría de la caballería de Latour-Maubourg no había combatido. Sin embargo, la presencia de la fresca 4.ª División de Cole, preparada detrás de los escuadrones de Lumley, parece que convenció a Soult de no usar su poderosa fuerza de caballería. En su posterior informe para el emperador Napoleón, Soult afirmó que solo entonces supo que Blake se había unido a Beresford y por tanto se estaba enfrentando a un ejército aliado mucho mayor de lo esperado. El mariscal, que había superado a los aliados con su ataque de flanco, se puso a la defensiva: a la caballería le negó el permiso para cargar y Werlé siguió en la reserva.
En el bando aliado, Beresford no se estaba mostrando mucho más decidido. Ansioso por reforzar a Hoghton y Abercrombie, trató de implicar a la brigada independiente de Carlos de España, pero este se negó a ponerse a tiro de los franceses. Dejando a la división de Cole en su lugar, según Beresford para proteger el flanco aliado de otra carga de caballería —aunque Wellington fue de la opinión que en realidad el británico estaba asegurando su vía de retirada— Beresford en su lugar llamó a la división portuguesa de Hamilton. Este, empero, se había desplazado cerca de La Albuera para ayudar a Alten a defenderse del ataque de Godinot, y las órdenes tardaron en llegarle. Las brigadas de Hamilton no comenzaron a moverse hasta media hora después de la emisión de las órdenes. Con su derecha bajo una gran presión y las bajas en número creciente, Beresford finalmente solicitó a Alten, y ordenó que 3000 españoles fueran a La Albuera a relevarlos y se hicieran cargo de la defensa del pueblo. Alten se reagrupó apresuradamente y marchó al sur hacia el ala derecha aliada, pero Godinot tomó La Albuera antes de que llegaran los españoles, dejando así expuesto otro flanco aliado a los franceses.
Fue en este punto crítico en el que el general Cole realizó el movimiento decisivo de la batalla: esperando sin hacer nada por orden expresa de Beresford, Cole estaba considerando avanzar contra el flanco izquierdo francés, pero temía mover su infantería por campo abierto delante de 3500 unidades de caballería francesa. Acabó decidiéndose cuando el coronel Henry Hardinge, del departamento del contramaestre general portugués, cabalgó hasta su posición y le urgió a avanzar de inmediato. Tras una breve consulta con Lumley, Cole comenzó a desplegar su división desde una columna a una línea. Consciente del peligro que representaba la caballería de Latour-Maubourg, Cole flanqueó su línea en cada extremo con una unidad en columna: en la derecha las compañías ligeras, incluida la brigada de James Kemmis, en la izquierda el primer batallón de la Legión lusitana. Lumley formó toda la caballería aliada en la retaguardia y en la derecha, acompañada por una batería de artillería remolcada, y así una fuerza de 5000 hombres avanzaron contra el flanco izquierdo del V Cuerpo.

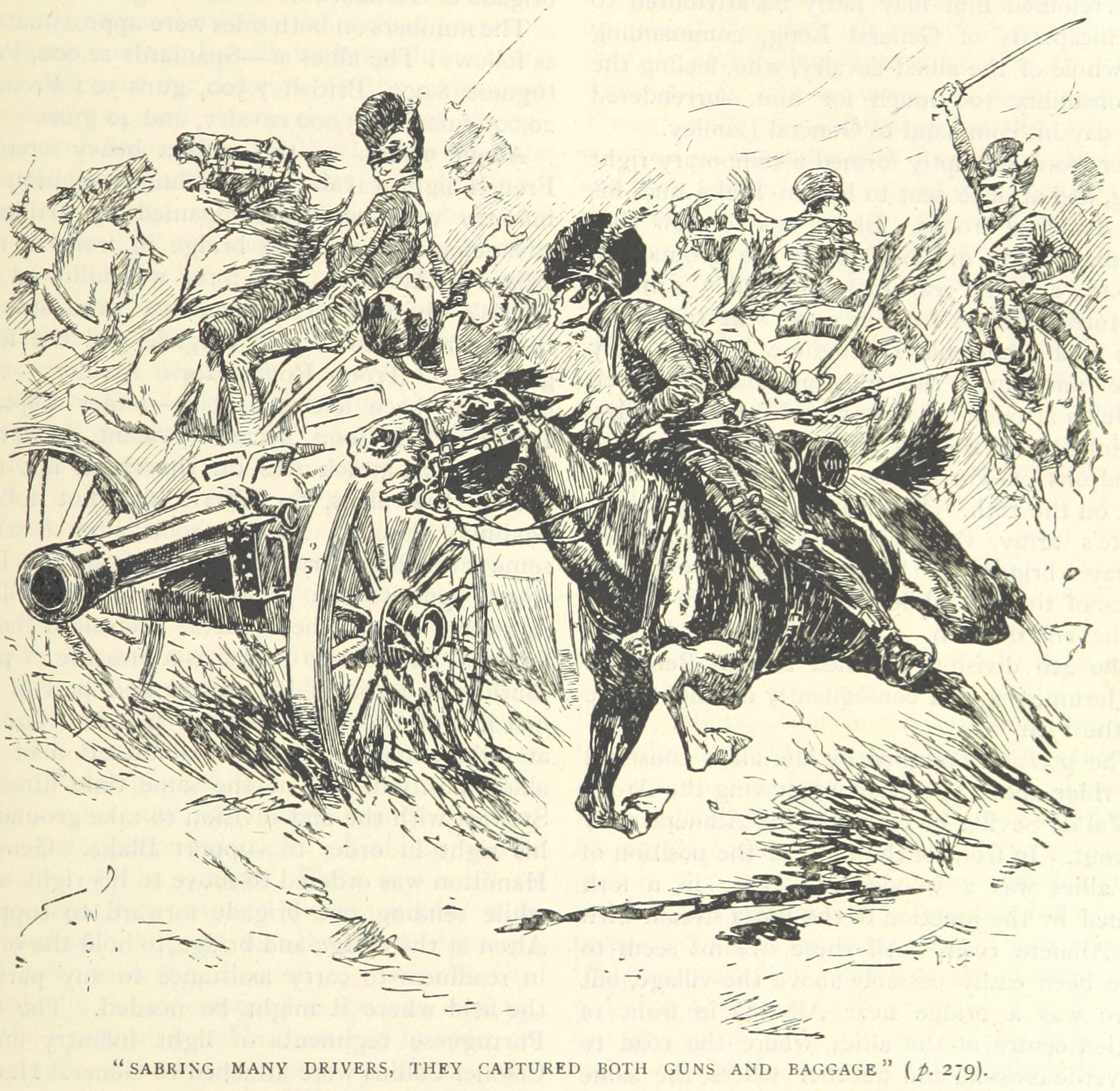
El 13.º Regimiento Ligero de Dragones atacando a la artillería francesa en La Albuera. Grabado del libro Illustrated Battles of the Nineteenth Century (1895)

La visión de la línea aliada que se aproximaba forzó el movimiento de Soult, pues si no detenía a la división de Cole, la derrota estaba asegurada. Envió cuatro regimientos de los dragones de Latour-Maubourg a cargar contra la sección portuguesa de la línea de Cole y encargó a toda la reserva de Werlé proteger el flanco del V Cuerpo. Los dragones se lanzaron hacia la brigada portuguesa de Harvey esperando destruirla como habían hecho con la de Colborne. Sin embargo, los inexpertos soldados portugueses aguantaron firmes y repelieron a la caballería sin siquiera formar en cuadro. Repelidos una vez, los dragones de Latour-Maubourg no volvieron a cargar contra la división de Cole y la línea aliada siguió avanzando. Los fusileros y la Legión lusitana en la izquierda de la división pronto se toparon con la brigada de Werlé, que los duplicaba en número. A pesar de esta ventaja numérica, Werlé había formado sus nueve batallones en columnas de regimientos y no pudo disparar todos sus mosquetes como sí lo hicieron los aliados. Se sucedieron tres duelos de mosquetes entre regimientos cuando el 23.º Regimiento Real Galés y dos batallones del 7.º de Fusileros atacaron cada uno a una columna. Durante el tiroteo, los franceses trataron una vez más de desplegarse en línea, pero al igual que antes el concentrado fuego aliado se lo impidió. Después de 20 o 30 minutos de duros combates, rompieron filas y huyeron. Los fusileros habían perdido más de la mitad de sus hombres, sobre todo por fuego de artillería, mientras que la brigada de Werlé contaba 1800 bajas.
Mientras tanto, Abercrombie había hecho girar su brigada para encarar la derecha del asediado V Cuerpo y cargó; los hombres de Girard y Gazan huyeron a retaguardia, uniéndose a los fugitivos de la brigada de Werlé. La 4.ª División aliada y partes de la 2.ª persiguieron a los fugitivos, obligando a Beresford a exclamar «¡Pare! ¡Pare la 57.ª, sería un pecado dejarles continuar!». Sin embargo, esta admonición no fue necesaria, porque Latour-Maubourg enseguida colocó a su caballería entre perseguidos y perseguidores. Con su persecución abortada, portugueses y británicos se detuvieron en los altos que acababan de ganar. Soult también movió su reserva final, dos potentes batallones de granaderos, para cubrir la retirada y, aunque estos sufrieron mucho por el fuego artillero aliado, ellos y la caballería aseguraron que no se produjeran muchos más combates. Con algún retraso, Beresford solicitó la intervención de tres brigadas portuguesas e hizo retroceder a los granaderos, pero para entonces Soult había reunido a toda su artillería en una línea contra los aliados y Beresford decidió no arriesgar más sus fuerzas.
Como una posdata de la batalla, la Legión Alemana Real de Alten, que no había tenido tiempo de unirse al frente sur, regresó a La Albuera y expulsó a los franceses que allí quedaban. Después de seis o siete horas de sangrientos combates, la batalla había acabado.

## Secuelas
En la mañana del 17 de mayo ambos bandos volvieron a formar. Las órdenes de Beresford indicaban que los aliados se retirarían si Soult avanzaba. Durante todo el día el mariscal francés se mantuvo en sus posiciones, dando tiempo para organizar el transporte de sus heridos hacia Sevilla. Beresford seguía temiendo que el enemigo retomara las hostilidades, incluso a pesar de que al anochecer la fuerte brigada de 1400 hombres de Kemmis, que había estado aislada al otro lado del río Guadiana, se unió al ejército aliado en el campo de batalla. Beresford también contaba con la relativamente indemne división portuguesa, la Legión Alemana Real de Alten y varios batallones españoles listos para intervenir. Soult, por el contrario, tan solo tenía la división de Godinot y la caballería de Latour-Maubourg prestas a combatir. La noticia de que Wellington estaba marchando hacia Elvas con otras dos divisiones aceleró la decisión del mariscal francés de retirarse, mientras que a Beresford le persuadió de lanzar una ofensiva prematura la superior artillería y la caballería de Soult.
El ejército francés se marchó antes del amanecer del día 18, dejando varios miles de heridos para que los aliados los cuidaran, mientras que Beresford, a pesar de tener más tropas y con un día de descanso, no pudo partir en su persecución. Hubo tantos heridos en la batalla que dos días después muchos soldados británicos estaban todavía esperando a que los recogieran del campo de batalla. La capilla de La Albuera se llenó con los heridos franceses, mientras que los muertos todavía yacían repartidos por el campo. En proporción a los soldados que combatieron, la batalla de La Albuera fue la más sangrienta de toda la guerra de la Independencia española.
Las bajas en ambos bandos fueron horribles. Aunque Soult había fracasado en su objetivo de aliviar el asedio aliado de Badajoz, ningún bando demostró voluntad para lograr una victoria decisiva. Las bajas en los aliados ascendieron a 5916: 4159 británicos, 389 portugueses y 1368 españoles. En su informe del 21 de mayo de 1811, Soult estimó las bajas británicas en unas 5000, con 800 o 1000 capturados; los españoles unos 2000 con 1100 capturados y los portugueses entre 700 y 800. Las bajas francesas son más difíciles de determinar, pues aunque Soult declaró en principio 2800 en su informe para Napoleón, la cifra oficial elaborada el 6 de julio elevó ese número hasta 5936 bajas. Algunos historiadores posteriores no están de acuerdo: el británico Charles Oman cree que las bajas totales francesas rondaron las 7900, mientras que los franceses Jacques Vital Belmas y Édouard Lapène sitúan sus compatriotas caídos en unos 7000. Algunos muertos británicos, entre ellos el general Daniel Hoghton, están enterrados en el Cementerio Británico de Elvas.
Al revisar el informe posterior a la acción de Beresford, Wellington no estuvo satisfecho con su tono abatido y le comentó a un oficial del estado mayor: «Esto no servirá. Hará que la gente en Inglaterra se vuelva loca. Escríbame una victoria». Así, ese informe fue debidamente reescrito, aunque Wellington reconoció en privado que otra batalla semejante arruinaría a su ejército. Soult, en vista de las mayores bajas aliadas, también reclamó la victoria para sí. Además, el mariscal francés rindió generosamente tributo a las tropas aliadas, escribiendo que «No hay forma de vencer a estas tropas, a pesar de sus generales. Siempre pensé que eran malos soldados, ahora estoy seguro de ello. Giré sobre su derecha, perforé su centro y en todas partes la victoria fue mía, ¡pero no sabían cómo correr!».

## Consecuencias
Aunque fracasó en su intento de levantar el cerco aliado de Badajoz, la campaña de Soult había logrado aliviarlo por un tiempo. El 12 de mayo Beresford, informado de que Soult había llegado a Llerena, ordenó que se levantara el sitio y para la noche del día 13 el tren de asedio, la artillería y los suministros fueron retirados a Elvas, mientras que el material que no se pudo transportar fue quemado. El general Armand Philippon, comandante de la guarnición francesa de la ciudad, aprovechó esa oportunidad para salir y destruir todas las trincheras y baterías de los aliados en los alrededores. El 18 de mayo Beresford envió a la división portuguesa de Hamilton, junto con alguna caballería, de vuelta a Badajoz. Al día siguiente los aliados retomaron algunos trabajos para mostrar que mantenían el cerco, pero Soult sabía bien que ya no podían hacer daño a la ciudad. Las fuerzas de Beresford se unieron al ejército de campaña de Wellington durante junio de 1811, pero incluso con estos refuerzos el tiempo se les estaba acabando. El Ejército francés de Portugal, entonces reconstituido al mando del mariscal Auguste Marmont, había unido fuerzas con el Ejército del Sur de Soult, por lo que Wellington se vio obligado a retroceder a la frontera en Elvas con sus 44 000 hombres. El 20 de junio la fuerza combinada francesa, de unos 60 000 hombres, levantó el sitio.
La batalla de La Albuera tuvo poco efecto en el curso general de la guerra, pero sí había demostrado que las tropas británicas y españolas podían luchar juntas. Por otro lado, las relaciones políticas hispano-británicas sufrieron tras la batalla porque Wellington hizo recaer la culpa por las elevadas pérdidas sobre el general español Joaquín Blake, mientras que un mensaje leído en las Cortes de Cádiz dejaba entrever que los británicos habían jugado un rol menor en la batalla, a pesar de sus elevadas pérdidas. Tuvieron que pasar diez meses de la batalla de La Albuera para que, el 16 de marzo de 1812, tropas anglo-portuguesas al mando de Wellington se presentaran ante las puertas de Badajoz, que tomaron al asalto en la noche del 6 al 7 de abril de 1812 en la batalla de Badajoz.

## Conmemoración

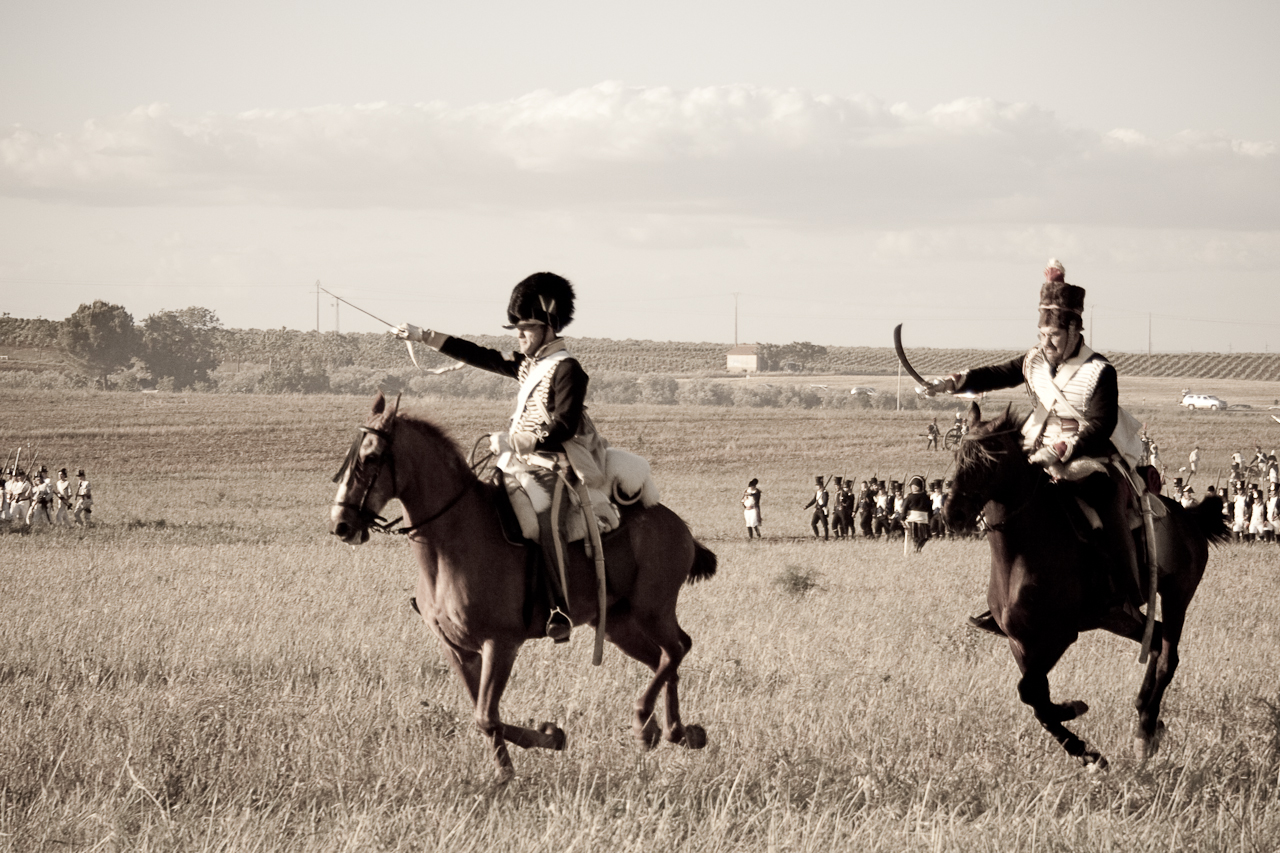
La batalla se recrea todos los años en La Albuera durante el mes de mayo

El nombre «Albuhera» aparece como recuerdo en honor de la batalla en los colores del Regimiento Real del Príncipe de Gales, sucesor del 57.º Regimiento West Middlesex que luchó en la localidad extremeña. El 57.º y su inmediato sucesor, el Regimiento Middlesex, tienen el sobrenombre de Los Duros de Matar (The Die-Hards), por las palabras del herido coronel Inglis en el fragor de la batalla. La fecha del 16 de mayo está marcada como «El día del condado de Middlesex» por las acciones del 57.º Regimiento durante el enfrentamiento. Asimismo, la batalla es recreada todos los años en La Albuera.
El poema épico del célebre poeta inglés lord Byron, Las peregrinaciones de Childe Harold (1812-1818), hace referencia a la batalla: 

O Albuera, glorious field of grief!

As o'er thy plain the Pilgrim pricked his steed,

Who could foresee thee, in a space so brief,

A scene where mingling foes should boast and bleed.

Peace to the perished! may the warrior's meed

And tears of triumph their reward prolong!

Till others fall where other chieftains lead,

Thy name shall circle round the gaping throng,

And shine in worthless lays, the theme of transient song.
¡Oh Albuera, campo de gloria y de dolor!

Cuando el peregrino espoleó su corcel en tu llanura,

¿Quién podría pensar que, en breve, aquel paisaje,

teatro confuso, sería sangre y tumulto?

¡Paz a los muertos! Ojalá los bélicos laureles

y los desgarros del triunfo prolonguen tu galardón.

Hasta que otros caigan y nuevos adalides se impongan,

tu nombre convocará extensas y admiradas muchedumbres

y lucirá en los versos deleznables de esta balada fugaz.